# Dysaphis munirae
Dysaphis munirae är en insektsart. Dysaphis munirae ingår i släktet Dysaphis och familjen långrörsbladlöss. Inga underarter finns listade i Catalogue of Life.